# American Society of Health-System Pharmacists
L'American Society of Health-System Pharmacists (ASHP) (Societat americana de farmacèutics del Sistema de salut) és una organització professional que representa els interessos dels farmacèutics que exerceixen en hospitals, organitzacions de manteniment de la salut, centres d'atenció de llarga estada, cura en la llar, i altres components de l'atenció de la salut.
El 2009, l'ASHP tenia 36.000 membres, amb una plantilla de més de 175 empleats i un pressupost que supera els 40 milions de dòlars. Anteriorment era conegut com la American Society of Hospital Pharmacists (Societat americana de farmacèutics hospitalaris).